# Episodi di El Chapo (prima stagione)
La prima stagione della serie televisiva El Chapo è stata trasmessa negli Stati Uniti dal 23 aprile al 21 maggio 2017 sul canale Univision, suddivisa in 9 episodi. 
In Italia, la stagione è stata pubblicata sulla piattaforma Netflix il 16 giugno 2017.
| nº | Titolo originale | Titolo italiano | Prima TV USA   | Prima TV Italia |
| -- | ---------------- | --------------- | -------------- | --------------- |
| 1  | Episode 1        | Episodio 1      | 23 aprile 2017 | 16 giugno 2017  |
| 2  | Episode 2        | Episodio 2      | 23 aprile 2017 | 16 giugno 2017  |
| 3  | Episode 3        | Episodio 3      | 30 aprile 2017 | 16 giugno 2017  |
| 4  | Episode 4        | Episodio 4      | 30 aprile 2017 | 16 giugno 2017  |
| 5  | Episode 5        | Episodio 5      | 7 maggio 2017  | 16 giugno 2017  |
| 6  | Episode 6        | Episodio 6      | 7 maggio 2017  | 16 giugno 2017  |
| 7  | Episode 7        | Episodio 7      | 14 maggio 2017 | 16 giugno 2017  |
| 8  | Episode 8        | Episodio 8      | 14 maggio 2017 | 16 giugno 2017  |
| 9  | Episode 9        | Episodio 9      | 21 maggio 2017 | 16 giugno 2017  |